# 威廉皇帝学会

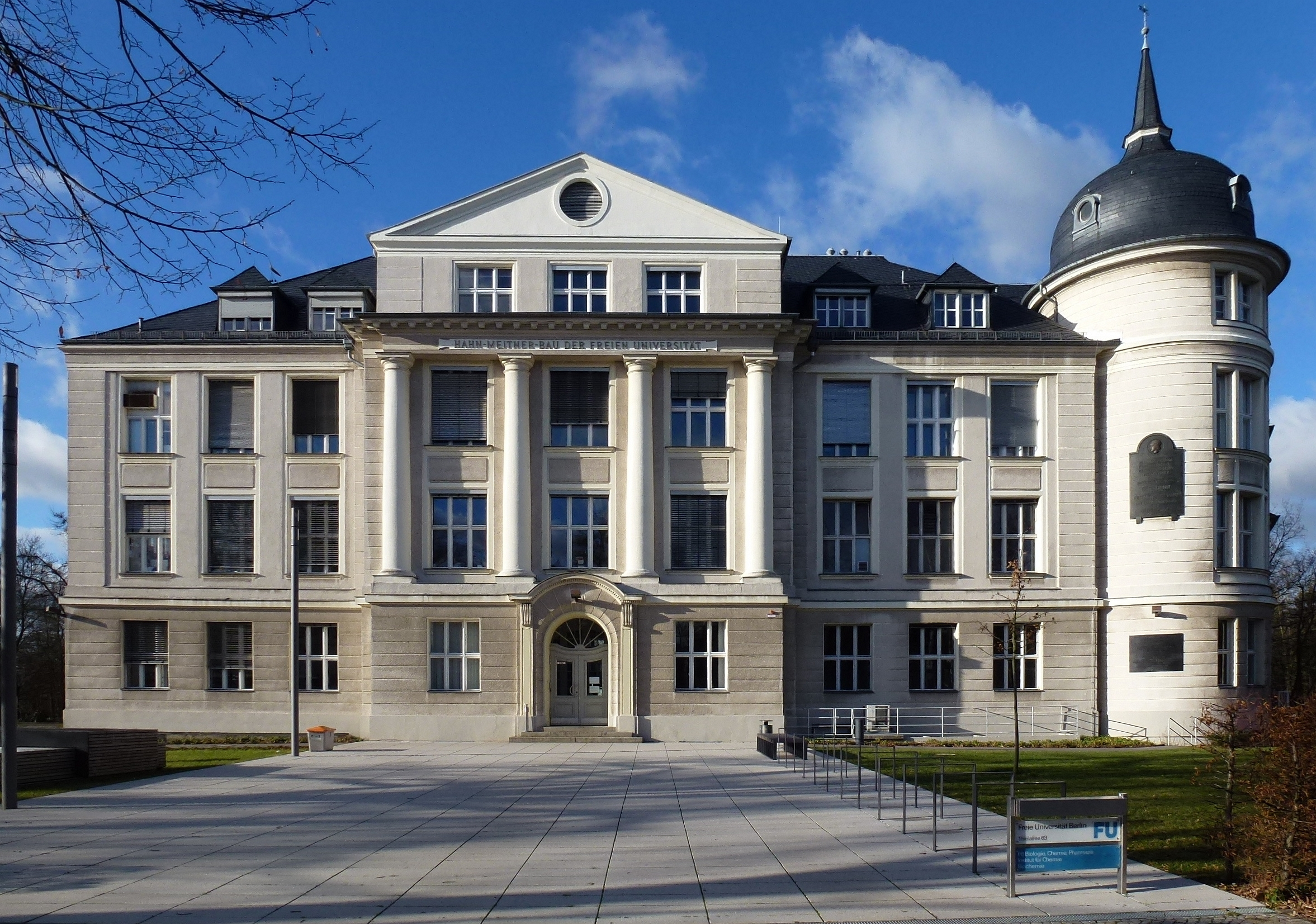
在柏林的前凯撒威廉化学研究所，首次发现核裂变的地方。

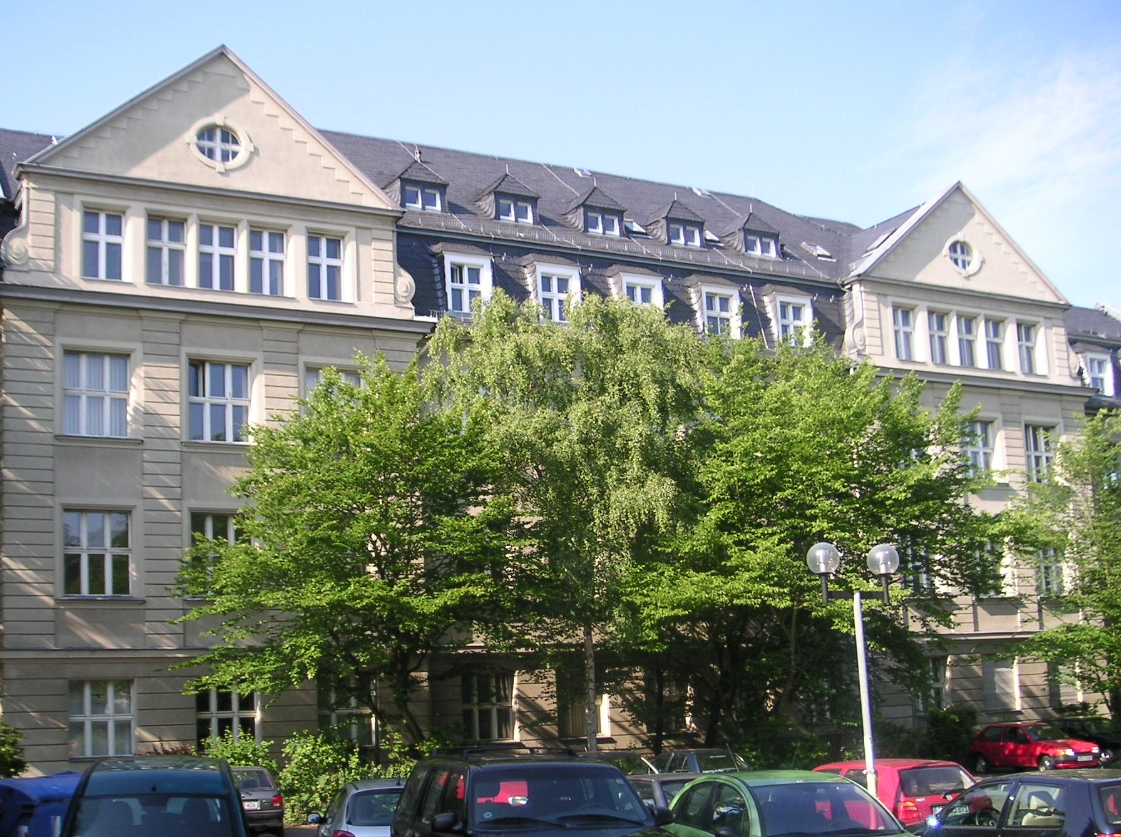
在柏林的前凯撒威廉生物研究所

威廉皇帝学会（德語：Kaiser-Wilhelm-Gesellschaft zur Förderung der Wissenschaften）是一个建立于1911年德意志帝国的科学研究机构，是后来马克斯·普朗克学会的前身。威廉皇帝学会下属有众多分会和研究机构，由知名科学家如瓦尔特·博特、彼得·德拜、阿尔伯特·爱因斯坦、弗里茨·哈伯、奥托·哈恩等分管负责。